# 玻质碎屑岩
玻质碎屑岩（英語：Hyaloclastite）
是一種火山碎屑堆積物或角礫岩. 由熔岩流侵入到海底或冰下，其表面被淬火而形成的破碎玻璃質（來自希臘 hyalus）碎片（碎屑）組成。它通常是一層薄的表層，覆蓋在熔岩流的表面或在枕狀熔岩之間。通常與爆炸性、富含揮發性物質的火山噴發有關。陡峭的地形亦能造成玻质碎屑岩。玻质碎屑岩是火山在水下或冰下噴發形成的，或熔岩流從陸上流到達海洋或其他水體内形成的。它的外形通常是大小在一毫米到幾厘米之間的扁平角狀碎片。碎片是由於火山爆發衝擊而形成的，或由於快速冷卻過程中的熱衝擊和散裂而形成的。
在玻质碎屑岩中發現了幾種礦物。碎玄玻璃是一種在水中快速淬火的玻璃質玄武岩。它透明而純淨，在常見的玄武玻璃中缺失氧化鐵晶體。這些玻璃的碎片通常被一層黃色蠟狀橙玄玻璃包圍，該層是由碎玄玻璃與水反應形成的。
玻质碎屑岩山脊是在末次冰期冰下火上噴發形成，是冰島和加拿大不列顛哥倫比亞省的一個奇特景觀。 平頂火山 （tuyas），這是一種獨特、平頂、陡峭的火山，當熔岩噴出后被厚層冰川或冰蓋阻擋向上形成。
在熔岩三角洲，玻质碎屑岩是在三角洲推進時的前積層。前積層先填滿海底地形，達到海平面，使熔岩在大氣下向前移動，直到再次到達大海。